# Lasioglossum spinosum
Lasioglossum spinosum är en biart som beskrevs av Ebmer 1982. Lasioglossum spinosum ingår i släktet smalbin, och familjen vägbin. Inga underarter finns listade i Catalogue of Life.